# Peter Wright (Automobilkonstrukteur)
Peter Wright (* 27. Mai 1946) ist ein britischer Ingenieur, ehemaliger Rennwagen-Konstrukteur in der Formel 1 und Motorsportfunktionär.

## Leben
Wright studierte am Trinity College in Cambridge Maschinenbau. Nach seinem Master-Abschluss 1967 wurde er von Tony Rudd, dem technischen Leiter von B.R.M., angeworben. Wright arbeitete zwei Jahre für den britischen Rennstall und wechselte dann mit Rudd zu Specialised Mouldings, einer Firma, die Rennwagenteile aus Kunststoff entwickelte und herstellte. Hier sammelte Wright vier Jahre lang Erfahrung mit Aerodynamik und Verbundwerkstoffen.

### Formel 1 mit Lotus

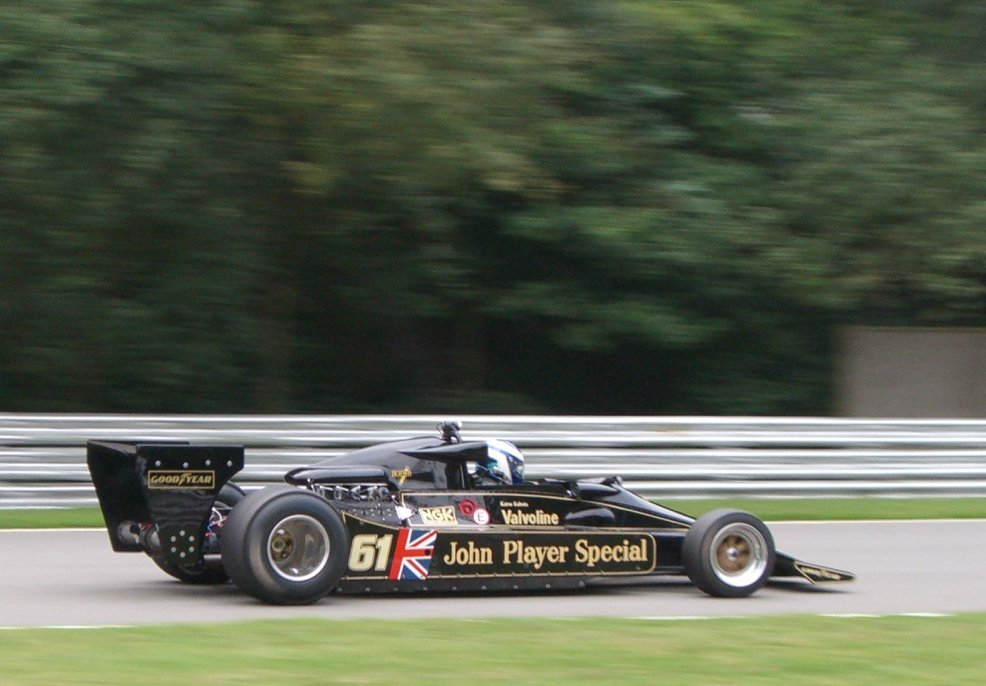
Der Lotus 78 von 1977

Rudd übernahm dann die Leitung der Forschungs- und Entwicklungsabteilung des Formel-1-Teams Lotus und holte Wright zu seiner Mannschaft. Er war zuständig für das Windkanal-Programm und entwickelte unter Colin Chapman gemeinsam mit Ralph Bellamy den Lotus 78, den ersten Bodeneffekt-Wagen der Formel 1. Wright hatte bereits 1968 die Idee mit den umgekehrten Flügelprofilen gehabt und diese an March weitergegeben. Robin Herd setzte das Prinzip beim March 701 in Form von aerodynamisch ausgebildeten Seitenkästen um. Von Gordon Murray stammte die Idee der seitlichen Schürzen, die den Unterdruck unter dem Wagen abdichten. Mario Andretti und Gunnar Nilsson konnten mit dem Lotus 78 1977 fünf Rennen gewinnen. Im Nachfolgemodell, dem Lotus 79, holte Andretti 1978 sechs Siege und die Weltmeisterschaft, Ronnie Peterson entschied zwei Rennen für sich.
Der Lotus 80 von 1979 fuhr nicht die erwarteten Erfolge ein und Wright wechselte zu Lotus Engineering und arbeitete dort ab 1983 an der Entwicklung einer aktiven Radaufhängung. 1988 wurde er Geschäftsführer von Lotus Engineering.
Ende 1990 tat sich Wright mit Peter Collins, dem früheren Team-Manager von Lotus, zusammen, um Lotus zu übernehmen. Er arbeitete knapp vier Jahre als technischer Leiter am Wiederaufbau des Teams. Mitte 1994 verließ er Lotus jedoch, da sich das Ende des Teams aufgrund von Geldmangel abzuzeichnen begann.

### Motorsportfunktionär bei der FIA
Ende 1994 nahm er ein Angebot von Max Mosley für einen Beraterposten in der FIA an. Er arbeitet seitdem als technischer Berater der FIA und ist außerdem Präsident der GT- und Sportwagen-Kommissionen der FIA, der FIA Sicherheitskommission und der FIA Kommission für umweltfreundlichen und nachhaltigen Motorsport.

## Schriften
- Formula 1 Technology. Warrendale, Pa: SAE International, 2001, ISBN 0-7680-0234-6